# كيسوكي فونتاني
كيسوكي فونتاني (باليابانية: 船谷 圭祐) (7 يناير 1986 في ماتسوساكا في اليابان – )؛ هو لاعب كرة قدم ياباني سابق كان يلعب كلاعب وسط.

## وصلات خارجية
- كيسوكي فونتاني على موقع الاتحاد الدولي (مؤرشف)  (الإنجليزية)
- كيسوكي فونتاني على موقع رابطة كرة القدم اليابانية للمحترفين (اليابانية)
- كيسوكي فونتاني على موقع قاعدة بيانات كرة القدم.إي يو (الإنجليزية)
- كيسوكي فونتاني على موقع Soccerway.com (الإنجليزية)
- كيسوكي فونتاني على موقع عالم كرة القدم.نت (الإنجليزية)
- كيسوكي فونتاني على موقع كووورة